# Autovía de Matsuyama
La autovía de Matsuyama (松山自動車道 Matsuyama Jidōshadō?) es una autopista que se extiende desde la ciudad de Shikokuchuo a la ciudad de Seiyo, ambas en la prefectura de Ehime.

## Características
A veces se abrevia como Matsuyama-do (松山道 Matsuyama-dō?) y su nombre en inglés es Matsuyama Expressway.
El tramo que va desde el intercambiador Oozu (大洲インターチェンジ Oozu Intāchenji?) al intercambiador Oozu-Kitatada (大洲北只インターチェンジ Oozu-Kitatada Intāchenji?), ambos en la ciudad de Oozu, es una ruta nacional con carriles exclusivos para automóviles. 
Legalmente, el tramo que va desde el empalme Kawanoe al intercambiador Oozu, que se conecta con la Autovía de Tokushima (徳島自動車道 Tokushima Jidōshadō?) se denomina autovía Shikoku-Jukan. El tramo que va desde el intercambiador Oozu hacia la Ciudad de Uwajima es conocido como autovía de Kochi (高知自動車道 Kōchi Jidōshadō?), que conjuntamente con la autovía de Takamatsu (高松自動車道 Takamatsu Jidōshadō?) conforman la autovía transversal de Shikoku (四国横断自動車道 Shikoku-Ōdan Jidōshadō?). El proyecto contempla la unión de la autovía de Matsuyama con la autovía de Kochi en el intercambiador Susaki-Higashi (須崎東インターチェンジ Susaki-Higashi Intāchenji?).
La autovía de Matsuyama se inauguró el 6 de marzo de 2004, tras completarse los 4 carriles por sentido para el tramo que va desde el intercambiador Matsuyama al intercambiador Iyosaijo, que en el proyecto original era de dos carriles por cada sentido. Con ello, la ciudad de Matsuyama quedaba comunicada con varias ciudades importantes del resto de Japón mediante una red vial de más de 4 carriles por cada sentido. Posteriormente se inauguró el tramo intercambiador Oozu-Minami~intercambiador Seiyo-Uwa el 17 de abril de 2004. Así, exceptuando el tramo intercambiador Oozu~intercambiador Oozu-Kitatada, que sigue teniendo dos carriles por sentido, la obra fue completada hasta la ciudad de Seiyo. El restante tramo que va desde el intercambiador Seiyo-Uwa al intercambiador Uwajima-Kita está en construcción.

## Situación actual
| Tramo                                               | Carriles por sentido | Velocidad Máxima |
| Empalme Kawanoe~Intercambiador Iyosaijo             | 4 carriles           | 100km/h |
| Intercambiador Iyosaijo~Intercambiador Kawauchi     | 4 carriles           | 80km/h |
| Intercambiador Kawauchi~Intercambiador Matsuyama    | 4 carriles           | 100km/h |
| Intercambiador Matsuyama~Intercambiador Oozu        | 2 carriles           | 70km/h (en un futuro el tramo Intercambiador Matsuyama~Intercambiador Iyo pasaría a tener 4 carriles con una velocidad máxima de 80km/h) |
| Intercambiador Oozu~Intercambiador Oozukita         | 2 carriles           | 60km/h |
| Intercambiador Oozukita~Intercambiador Oozutomisu   | 4 carriles           | 60km/h |
| Intercambiador Oozutomisu~Intercambiador Oozuminami | 4 carriles           | 70km/h |
| Intercambiador Oozuminami~Intercambiador Seiyo Uwa  | 2 carriles           | 70km/h |